# Jaworzno
Jaworzno  este un municipiu în Polonia în Voievodatul Silezia, situat în regiunea istorică Galiția.

## Personalități născute aici
- Barbara Stanisława Trzetrzelewska (cunoscută ca Basia, n. 1954), cântăreață.